# Amazon Cloud Drive
Amazon Cloud Drive é um armazenamento em nuvem da Amazon, anunciado em 29 de Março de 2011. Seu espaço de armazenamento pode ser acessado a partir de até oito dispositivos específicos. Os dispositivos podem ser dispositivos móveis, computadores diferentes, e diferentes navegadores no mesmo computador. O limite de dispositivo pode ser alcançado se os cookies do navegador web não são armazenados, ou são eliminados.

## Cloud Player
Originalmente empacotado com Cloud Drive foi a aplicação de streaming de música chamado Cloud Player, que permite aos usuários armazenar suas músicas no Cloud Drive a partir de qualquer computador ou dispositivo Android com acesso a Internet. Ele suporta música de navegação por títulos de músicas, álbuns, artistas, gêneros, e listas de reprodução.

## Planos
Os primeiros 5 gigabytes de armazenamento são gratuitos para os primeiros 3 meses de degustação, depois desse período US$ 11,99 por ano, espaço adicional ilimitado custa US$ 59,99 por ano.
- Unlimited Photos

O Unlimited Photos oferece armazenamento ilimitado de fotos e arquivos RAW, e 5 gigabytes de armazenamento de vídeos.
- Unlimited Everything

O Unlimited Everything oferece armazenamento ilimitado para fotos, vídeos, documentos e arquivos em outros formatos.